# Чоботарська вулиця
Чоботарська вулиця — вулиця у Холодногірському районі Харкова. Починається від Різдвяної вулиці і простягається на захід за вулицю Євгена Котляра. Перетинається з вулицями: Ярославська, Дмитрівська, Зброярська. У кінці Чоботарська вулиця підходить до залізниці, яка веде з північного напрямку до вокзалу Харків-Пасажирський.

## Назва
Своєю назвою вулиця завдячує ремісникам-чоботарям, які селились на ній. У 30-40-х роках XIX століття вулицю називали також Скринницькою, оскільки тут мав велику майстерню купець на прізвище Скринник. Чоботарська вулиця — чи не єдина з історичних харківських вулиць, назва якої жодного разу не змінювалась. У 1804 році у Харкові було складено офіційний список вулиць, у якому зафіксовано цю назву.

## Історія вулиці
Початок забудови Чоботарської вулиці відносять до кінця XVII — початку XVIII століть. У 40-х роках XVIII ст. вона дійшла до Дмитрівського шляху (нині Дмитрівська вулиця).
У 1837 році на Харків була поширена дія «Положения об устройстве губернских городов». Був утворений Будівельний комітет і введена посада міського архітектора. Забудову міста почали регламентувати. Так, наприклад, на головних вулицях можна було зводити тільки кам'яні будинки. На Чоботарській по лівому боці вулиці почали ставити будинки з каменю, а з правого боку ще дозволено було будувати дерев'яні, оскільки цей бік вулиці поки що був за міською межею.
У 1883 році частину Чоботарської вулиці забрукували.
У 1930 році була побудована трамвайна лінія, яка з'єднала залізничний вокзал, комунальний ринок і Клочківську вулицю. Зараз по Чоботарській вулиці трамвай не ходить.

## Будівлі

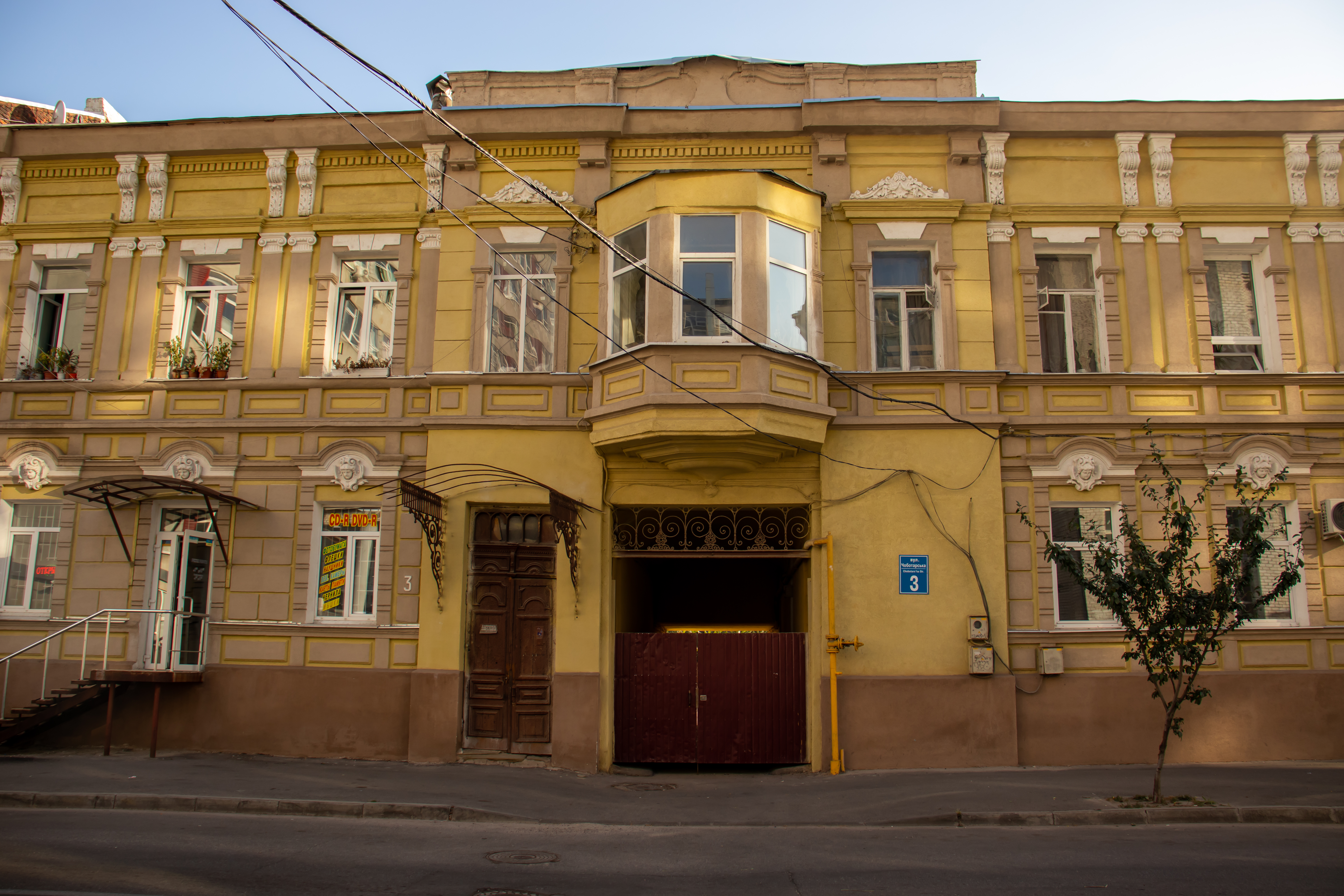
Чоботарська вулиця, 3

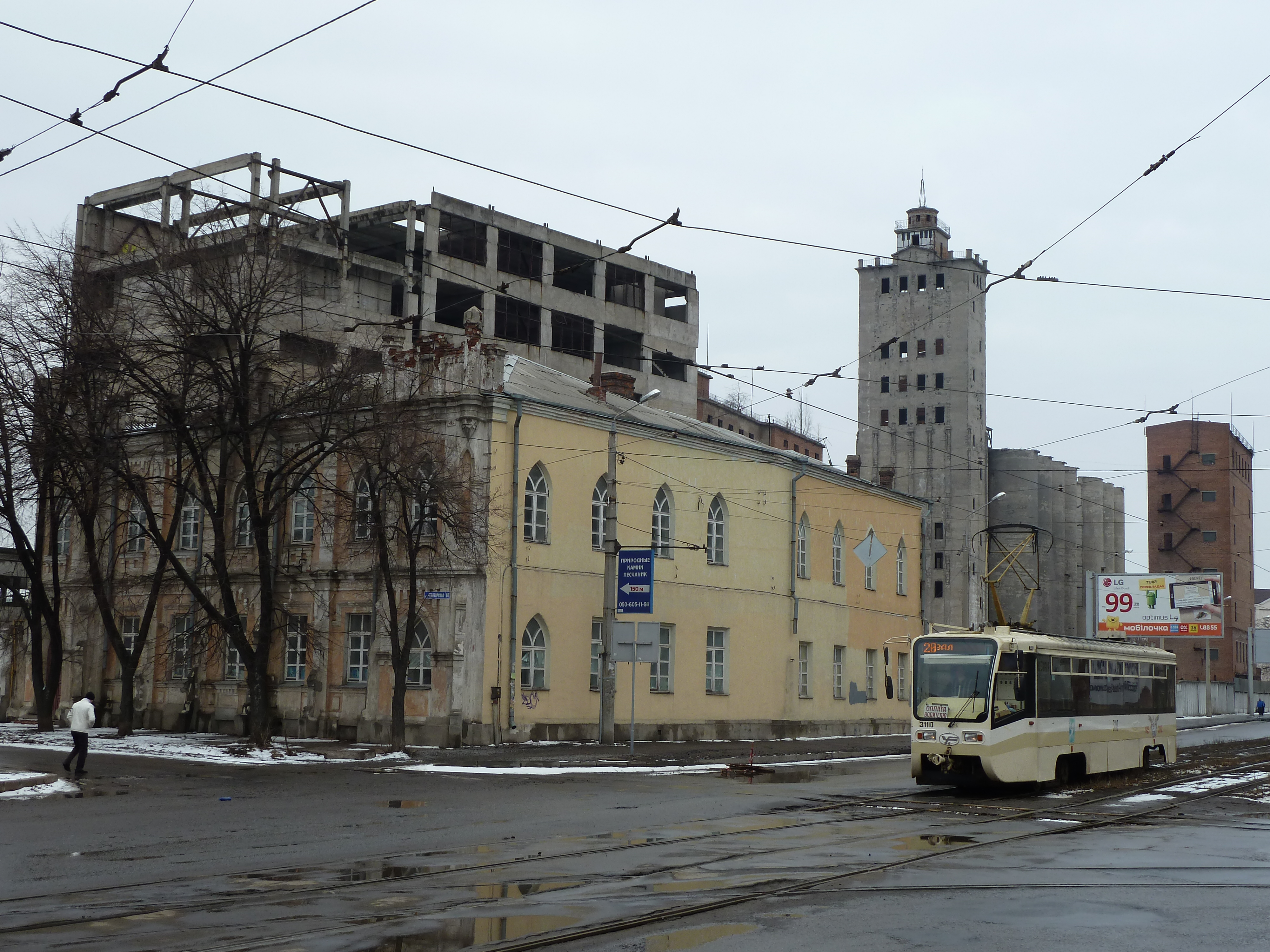
Чоботарська вулиця, 80

Будинок № 3 — пам'ятка архітектури Харкова, охорон. № 628. Житловий будинок кінця XIX — початку XX століття, архітектор невідомий.
Будинок № 17 — колишня Чоботарська синагога. Побудована 1912 р. за проєктом архітектора Бориса Гершковича. Після Другої світової війни у будівлі було розташовано ДАІ. Повернена єврейській громаді 2002 р., зараз у будівлі розташована єврейська школа.
Будинок № 36 — Палац фізичної культури «Авангард», архітектор Яновицький Г. О. Знесений.
Будинок № 45 — пам'ятка архітектури Харкова, охорон. № 629. Прибутковий будинок Бормана, архітектор О. М. Гінзбург, 1908 рік.
Будинок № 51 — Харківська спеціальна вечірня загальноосвітня школа II—III ступенів № 23.
Будинок № 80 — пам'ятка архітектури Харкова, охорон № 392. Хлібопекарня, архітектор, імовірно І. І. Загоскін, 1887 рік. Однак, автором цього будинку може бути і В. Г. Кричевський. Будинок проектувався для вдови інженера К. В. Гостиннопольської.
За цією адресою до 2013 року було зареєстроване Харківське обласне дочірнє підприємство «Хліб України» (ДАК «Хліб України»). Також тут розташований Харківський елеватор, який довго не використовувався. В 2020 році розпочато демонтаж будівель елеватора.

## Цікаві факти
Наприкінці 70-х років XIX століття на Чоботарській, 32, жив М. М. Бекетов, професор Харківського університету, видатний фізико-хімік.